# Lyckan, Göteborg

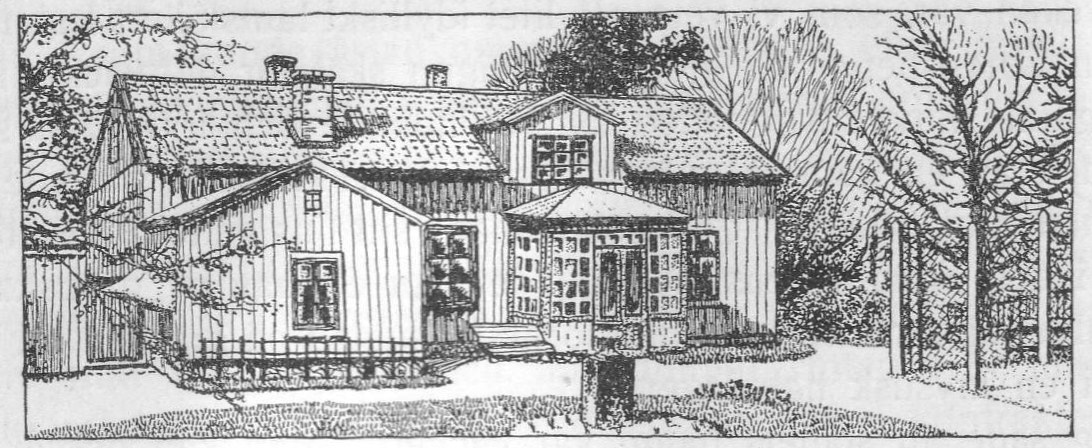
Landeriet Lyckan efter teckning av Ingegerd Risberg

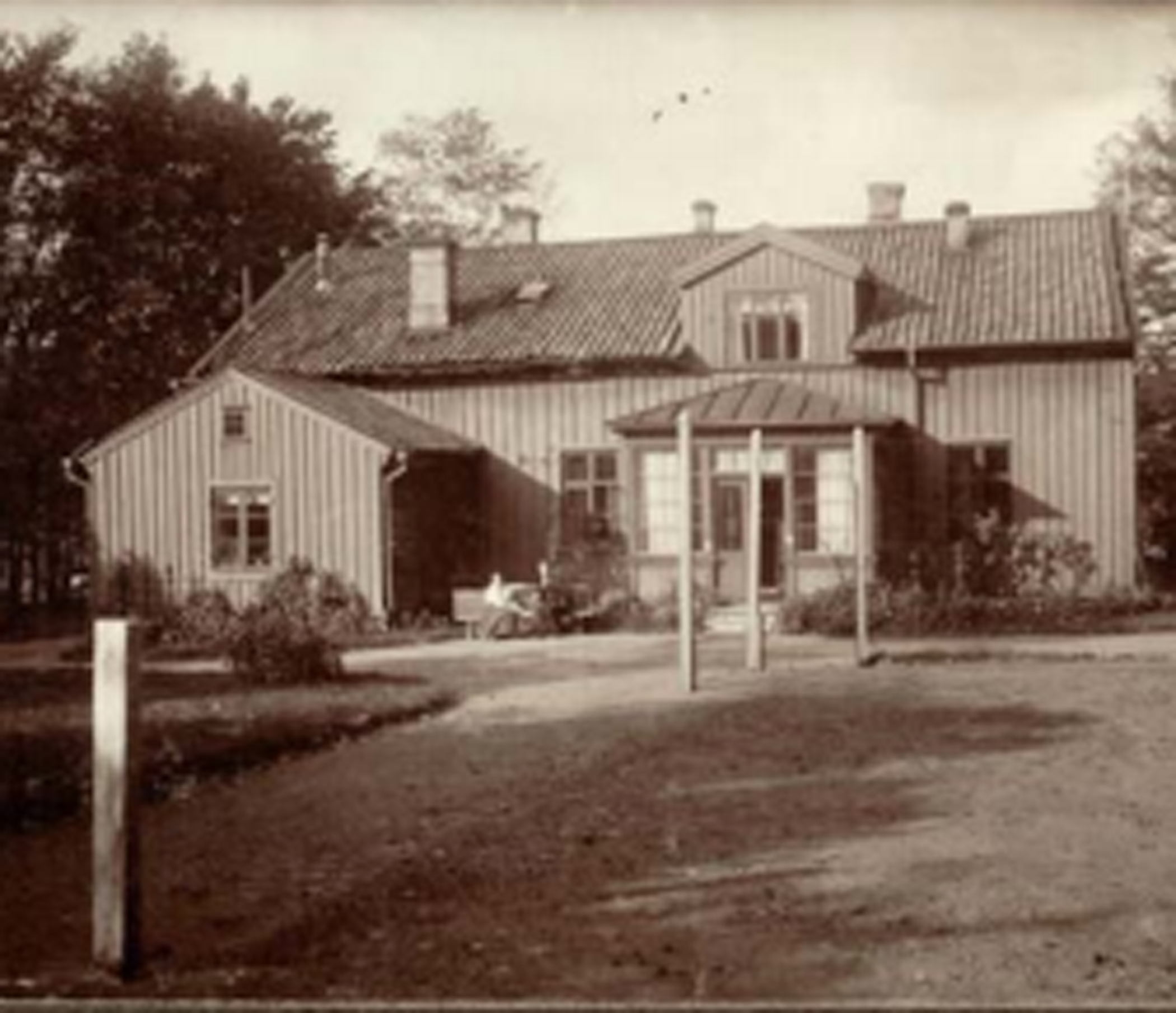
Landeriet Lyckan 1917.

Lyckan var ett landeri som sträckte sig från nuvarande Stadsteatern till Näckrosdammen och ner till Södra Vägen i 12:e roten i nuvarande stadsdelen Lorensberg i Göteborg.

## Historia
Namnet var ursprungligen Bödelslyckan, eftersom stadens bödel hade fått sig en lycka (det vill säga inhägnad åker eller äng) på platsen. Troligen bodde bödeln just här långt före 1696, enligt gamla kartor. Bödelslyckan påträffas 1752 och går över i Lyckan 1812.
Marken uppläts till James Marshall år 1772. Innan dess omtalades området som ett "litet jordstycke", vilket gränsade till Bödelslyckan. Namnet Sareberg förekommer 1774 och antas komma av Sara Marshall, hustru till James Marshall. Landeriet övertogs 1860 av klädeshandlanden Fredrik Blidberg samt kamreren Nic. Napoleon Winberg. Sonen till Fredrik Blidberg, Carl, och hans kamrater bildade en av Sveriges första idrottsföreningar, IS Lyckans Soldater. År 1899 stod civilingenjör Figge Blidberg och handlande Carl M. Blidberg skrivna på landeriet, med adress Södra vägen. Landeriet jämnades med marken den 16 oktober 1920, i samband med Jubileumsutställningen i Göteborg 1923.
Landeriet hade två boningshus, dels ett envånings trähus med frontespiser som låg precis invid och väster om nuvarande Johannebergsgatan, mellan parkeringsplatsen och Göteborgs stadsteater. Ett annat boningshus var en träbyggnad som uppförts i vinkel, delvis i en och delvis i två våningar. Det låg direkt väster om den tidigare Kjellbergska flickskolans västflygel. Detta hus var ett ombyggt orangeri.
Bergsryggarna söder om landeriet - där bland annat Lorensbergs villastad är byggd - omnämns på en karta från 1696 som Geteryggsbergen.
Lyckans väg i Lorensberg namngavs 1914 efter landeriet.